# Legio II Traiana Fortis
A Legio II Traiana Fortis (legio secunda traiana fortis, Traianus II. erős légiója) egy római légió volt. Jelvényén Herculest tüntették fel.  

## Története

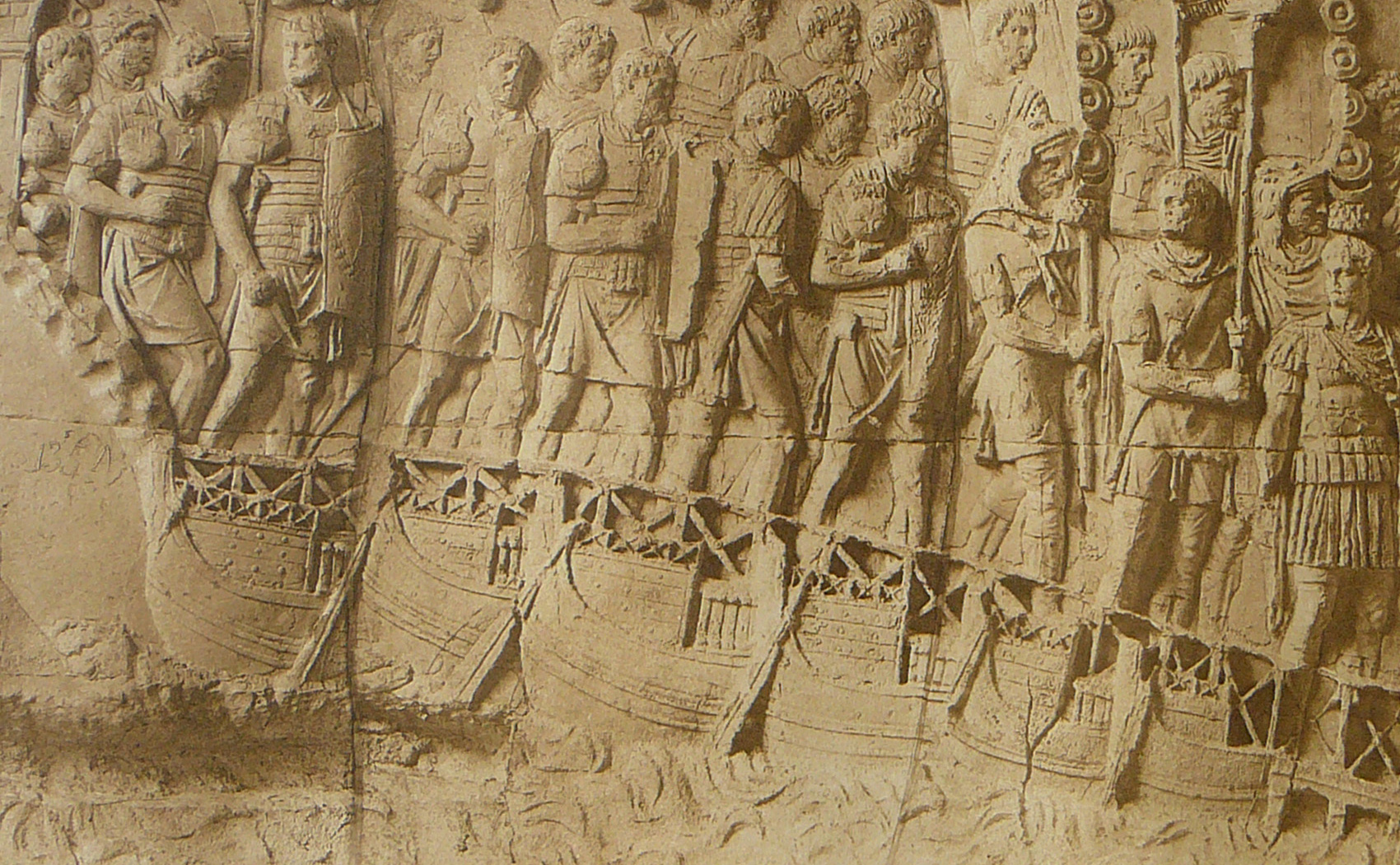
Római legionáriusok Traianus oszlopán

A légiót - a Legio XXX Ulpia Victrix-szel együtt - Traianus császár alapította 105-ben, a dákok elleni háború céljára. Dacia annexiója után az egységet ismeretlen helyre vezényelték, feltehetően a Közel-Keletre, ahol 106-ban Arabia Petraeát csatolták a birodalomhoz. Az is lehetséges, hogy a dunai határvonalra vonták vissza. 
Traianus 115-117-es pártus háborúja idején a légiót Syriába helyezték át, majd ezután a forrongó Iudaeában állomásozott.
125-ben átirányították Alexandriába, ahol közös táboron osztozott a XXII Deiotarianával és felváltotta a III Cyrenaicát (utóbbit Arabia Petraeába küldték). 132 és 136 között egyes alegységei részt vettek Hadrianus zsidók elleni hadjáratában, akik ekkor fellázadtak és megsemmisítették a XXII Deiotarianát. A légió maradéka Alexandriában maradt, ahol nagy zsidó közösség élt és nem hagyhatták őket őrizetlenül. 
A zsidó háború után a II Traiana Fortis katonái visszatértek Egyiptomba, ahol ezután ők voltak az elsődleges rendfenntartók és védelmezők. Alegységeit gyakran kiküldték Alexandrián túlra, többek között, hogy Felső-Egyiptom városaiban helyőrségi feladatot lássanak el. Tudjuk, hogy ott voltak Ahmimban, Thébában, Szüénében és Pszelkhiszben. Utóbbi a provincia déli határán található és rajta haladt át a núbiai kereskedő-útvonal. 
A légió vagy alegységei feltehetően részt vettek Lucius Verus pártus hadjáratában 162-166 között. Azt is feltételezik (bár nem bizonyított), hogy segédkeztek Verus fivérének, Marcus Aureliusnak a markomannok ellenében. 175-ben támogatták a fellázadt hadvezért, Avidius Cassiust, ám a lázadás elbukott. 
Tizennyolc évvel később a II Traiana Fortis a császári babérokra törő szíriai helytartó, Pescennius Niger pártjára állt. A másik császárjelölt Lucius Septimius Severus volt és a légió a 194-es döntő csata előtt átállt az ő oldalára.
A légió katonáinak megkülönböztető szokása volt, hogy sírkövükön feltüntették a századukat (centuriájukat) is. Hasonló szokás csak a Legio II Parthica katonáinál volt érvényben. Emiatt egyes történészek feltételezik, hogy a 197-ben alapított II Partica legionáriusait a II Traiana Fortisból toborozták. 
213-ban részt vettek Caracalla alemannok elleni háborújában és kiérdemelték a Germanica melléknevet. Fél évszázaddal később Gallienus (260-268) a légió alegységét átszállította Galliába, a lázadó Postumus ellen, de a katonák átálltak a gall császár oldalára. Akkor tértek vissza Egyiptomba, miután Aurelianus visszahódította Galliát. 
296-ban a még mindig Alexandriában tartózkodó egységet Diocletianus megerősítette a Legio III Diocletianával. Két évvel később (a nem feltétlenül megbízható Tangeri Szent Marcell legendája szerint) egy alegysége Mauretaniában harcolt a mórok ellen. A légió az 5. században még mindig Alsó-Egyiptomban állomásozott. 